# Dolichopeza (Dolichopeza) leonardi
Dolichopeza (Dolichopeza) leonardi is een tweevleugelige uit de familie langpootmuggen (Tipulidae). De soort komt voor in het Australaziatisch gebied.